# William Robert Grove
Sir William Robert Grove FRS FRSE (Swansea, Wales, 11. srpnja 1811. - London, Engleska, 1. kolovoza 1896.), velški sudac i fizičar. Predvidio je 1846. načelo očuvanja energije u djelu On the Correlation of Physical Forces i bio je pionir tehnologije gorivih članaka. Izumio je vrstu gorivnog članka. Bio je sudac Britanskog Visokog suda od 1880. godine.